# The Mechanical Cow
Pour plus de détails, voir Fiche technique et Distribution.
The Mechanical Cow est un court métrage d'animation américain de la série Oswald le lapin chanceux, produit par les studios Disney et sorti le 3 octobre 1927.

## Synopsis
Oswald le laitier invente une vache mécanique qu'il utilise comme une pompe à essence distribuant du lait dans un stand. Mais il est contraint de s'en servir comme cheval pour poursuivre un méchant ayant kidnappé sa petite amie.

## Fiche technique
- Titre : The Mechanical Cow
- Série : Oswald le lapin chanceux
- Réalisateur : Walt Disney
- Animateur[1] : Ub Iwerks, Hugh Harman, Friz Freleng, Rollin Hamilton, Ben Clopton, Norm Blackburn et Les Clark
- Camera[1] : Mike Marcus
- Producteur : Charles Mintz
- Production : Disney Brothers Studios sous contrat de Robert Winkler Productions
- Distributeur : Universal Pictures
- Date de sortie : 3 octobre 1927[1],[2],[3]
- Autres dates[1] :
  - Dépôt de copyright : 10 septembre 1927 par Universal
  - Ressortie sonorisée : 4 janvier 1932
- Format d'image : Noir et Blanc
- Durée : 6 min
- Langue : (en)
- Pays de production :  États-Unis